# Bulbophyllum laxum
Bulbophyllum laxum là một loài phong lan thuộc chi Bulbophyllum.